# Ouverture rhapsodique (Poot)
Ouverture rhapsodique is een compositie voor harmonieorkest of fanfare van de Belgische componist en lid van de componisten groep De Synthetisten Marcel Poot uit 1952.